# 99 Hudson Street
99 Hudson es un condominio de 79 pisos en Jersey City, en el estado de Nueva Jersey (Estados Unidos). Es el edificio más alto de Jersey City y del estado de Nueva Jersey, y el 45.º edificio más alto de los Estados Unidos con una altura de 274 metros. También será el edificio residencial más alto de Estados Unidos fuera de Manhattan y Chicago. Desarrollado por China Overseas America (el brazo estadounidense de la empresa COHL con sede en Hong Kong), 99 Hudson es el primer proyecto residencial en los EE. UU. Para la empresa. El edificio de 1,4 millones de pies cuadrados incluirá 781 unidades de condominio que van desde estudios hasta tres dormitorios.

## Historia
Los planes para el desarrollo se publicaron por primera vez en marzo de 2014. Originalmente, los planes requerían torres gemelas, pero después de que la tierra cambió de manos, los planes se cambiaron a una sola torre de 290 metros. Fue aprobado a principios de 2015 por la ciudad.
El edificio fue aprobado por la Administración Federal de Aviación a principios de 2016; los edificios de más de 274 m en Jersey City deben obtener la aprobación de la FAA. La construcción se inició el 29 de enero de 2016. Se completó en septiembre de 2018.

## Detalles arquitectónicos
El edificio es un rascacielos residencial de 79 pisos y 274 m de altura. Ocupa una manzana entera en el centro. Tiene una puerta cochera, donde se encuentra el vestíbulo, así como la entrada al estacionamiento. El edificio tiene una fachada de piedra caliza y cristal, que recuerda al estilo art déco. El edificio contiene tres plazas abiertas y un jardín residencial en la azotea sobre un podio de ocho pisos. A lo largo de la acera, hay escaparates con grandes ventanales entre pilares de piedra caliza. Por la noche, los elementos de iluminación de los muelles se iluminarán.